# Nationale Overgangsraad

De door de Overgangsraad gebruikte vlag van het oude Koninkrijk Libië.

De Nationale Overgangsraad, afk. NOR (Tamazight: Amqim n wamur n Libya, Arabisch: المجلس الوطني الانتقالي, al-maǧlis al-waṭanī al-intiqālī, Engels: National Transitional Council, afk. NTC) was het door opstandelingen op 27 februari 2011 opgerichte politieke bewind tijdens de Opstand in Libië. De Overgangsraad streefde naar de verdrijving van kolonel Moammar al-Qadhafi als staatshoofd van Libië tegen wie zij de strijd coördineerde, en wierp zich op als tussentijdse vertegenwoordiger van het Libische volk.
De voorzitter was Mustafa Abud al-Jeleil. Andere leden waren onder meer Abdul Hafiz Ghoga (tot begin 2012) en Ahmed al-Senussi.
De Overgangsraad zetelde aanvankelijk in Benghazi, de tweede stad van Libië en een half jaar lang het bolwerk van de opstandelingen, maar eiste Tripoli op als hoofdstad van een ongedeeld Libië. Toen de slag om Tripoli vrijwel gewonnen was door de rebellen, had de Overgangsraad zich op 25 augustus al grotendeels naar de hoofdstad verplaatst, hoewel voorzitter al-Jeleil voorlopig nog in Benghazi bleef.
Op 24 augustus 2011, de dag nadat rebellen het hoofdkwartier van Qadhafi in Tripoli hadden veroverd, maakte de NOR bekend dat er een prijs op het hoofd van de ondergedoken dictator was gezet.
De Nationale Overgangsraad leidde Libië naar vrije verkiezingen op 7 juli 2012. Op 8 augustus 2012 werd de macht overgedragen aan het nieuw verkozen Algemeen Nationaal Congres.

## Erkenning

Libië
Staten die de NOR als enige wettige vertegenwoordiger van het Libische volk hebben erkend
Staten die een permanente diplomatieke vertegenwoordiger naar de NOR hebben gestuurd zonder deze formeel te erkennen
Staten die hebben aangegeven de NOR niet te zullen erkennen
Staten die geprotesteerd hebben tegen de erkenning van de NOR bij de VN

Verscheidene landen erkenden de Nationale Overgangsraad als enige wettige vertegenwoordiger van het Libische volk of als gesprekspartner, of gaven anderszins blijk van erkenning. Andere landen, zoals Bolivia, Cuba, Venezuela en Zimbabwe, gaven aan dat ze de Nationale Overgangsraad geen erkenning zouden verlenen. Sommige staten protesteerden bij de VN tegen de erkenning van de NOR. Algerije en China trokken hun eerdere verklaringen later in en erkenden de NOR alsnog.